# 范熙壬

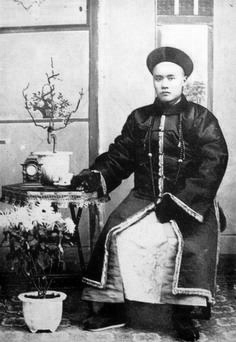
1903年慈禧太后召见范熙壬时的照片

范熙壬（1878年—1938年），字任卿，号耘勤，被门人尊称为莱园先生，湖北黄陂（今武汉市黄陂区）天河人，清朝及中华民国政治人物。

## 生平

### 从维新到立宪
范熙壬儿时，他的塾师曾出上联“黄陂县童生九岁”，范熙壬脱口对出下联“紫禁城天子万年”，遂被誉为神童。16岁时，范熙壬考入两湖书院，为梁鼎芬、杨锐、汪康年、沈曾植等老师赏识。光绪二十三年（1897年），他和父亲范轼同榜中举人。同年冬，德国强占了中国的胶澳地区（今属青岛市）。光绪二十四年（1898年），他到北京，联合林旭发动湖北省和福建省的举人上书都察院进行力争。戊戌变法失败后，杨锐等戊戌六君子被害，范熙壬随父亲回到家乡躲避。
光绪二十七年（1901年），慈禧太后和光绪帝躲避完八国联军之后，由西安返回北京，范熙壬随父亲到北京，任内阁中书。光绪二十八年（1901年）范熙壬考入京师大学堂。光绪三十年（1904年）奉派留学日本。光绪三十二年（1906年），范熙壬在东京创办了《新译界》，介绍东西文著作与法政制度。光绪三十三年（1907年）暑假，范熙壬归国，还没有来得及探望生病的父亲，便随张之洞到北京，筹办议会及修订法律馆事宜。光绪三十四年（1908年），他回到日本，于宣统元年（1909年）自京都帝国大学法科毕业。归国后，他任资政院秘书厅机要科长。

### 民国议员
1912年武昌起义爆发后，范熙壬作为资政院秘书代厅长，被推举为代表，到南京祝贺孙中山就任中华民国临时大总统。在南京，他住在黄兴的官邸内，同宋教仁、汤化龙等人商量有关扩党的事宜。不久，他回到黎元洪幕府，担任湖北军政府总务秘书，在南京和汉口之间往返，同章炳麟、伍廷芳等人成立了共和党，并任该党湖北支部干事。1913年，范熙壬当选民元国会众议院议员。1914年初，袁世凯解散国会，范熙壬任约法会议秘书。他还在刚成立的平政院简任评事。
1916年袁世凯去世后，黎元洪继任大总统，民元国会第一次恢复，范熙壬继续任议员，并出席了宪法会议。1917年，因省制入宪以及对德宣战争议，再加上张勋复辟的干扰，国会毫无成绩，范熙壬遂重返平政院仍任评事。其间，他继续过去在日本时翻译的《德国行政》等书，对《共产党宣言》等著作加以评述。五四运动后，他参加了李大钊所主持的马克思主义小组。
1922年6月，黎元洪复任大总统，范熙壬继续任议员。1923年6月，曹锟派内务总长高凌霨人等收买国会议员，以防止制宪完成、黎元洪连任大总统，史称曹锟贿选。范熙壬不但不为所动，还典卖了住宅，组织议员到天津、上海、广州，支持孙中山。1924年，因母亲病危，范熙壬回到北京，遂受到监视，后来又因为反对“金佛郎案”与“德发债票案”，弹劾“伪阁员”王克敏等人，而被军警包围住宅进行搜捕，他不得不避居六国饭店一个多月。冯玉祥等人发动北京政变后，范熙壬和拒绝曹锟贿选的议员们组织了北京国会非常会议（北京非常国会），范熙壬当选行政委员。他以北方政府代表的身份，率支持“南北会谈”的部分（北方政府）国会议员及代表，赴天津欢迎应邀北上和谈的孙中山一行（按照天津张园合影，主人和客人所站的位子，就能看出）。孙中山召开国民大会。1925年3月12日，孙中山在北京病逝，3月26日举行了公祭大会，范熙壬代表国会议员起草了祭文《祭前大总统孙中山先生文》。文称：
维中华民国十四年三月二十六日国会非常会议议员孙光庭等二百七十九人谨荐酒醴庶羞昭告于前大总统孙中山先生之灵。辞曰：

昆仑东趋，脉维三分，南极大庾，赤县畇畇。

瀛海外环，苞奇孕秀，挺生我公，邦家重构。

炎黄帝胄，降为舆台，公振其聩，虩虩若雷。

建州旧藩，取明而代，十叶相承，山砺河带。

前有吴郑，后有洪杨，天厌华夏，佹兴佹亡。

公慕春秋，仇复九世，招纳健儿，歃血为誓。

会创兴中，馆辟大同，神州舆诵，靡然响风。

秦搜张良，汉购季布，履险如夷，四方驰骛。

欧美非亚，墨突不黔，揭竿斩木，义旗翩联。

辛亥仲秋，武昌建国，云集响应，民怒尽赫。

公曰归哉，时不再来，定都金陵，宝历遂开。

功成弗居，法尧禅舜，中国一人，超华盛顿。

武夫擅权，暮四朝三，既谀莽德，复煽殷顽。

公曰约法，未容滥改，摄位海隅，百战不殆。

壬癸之际，国会北归，大波轩起，紫是朱非。

政以贿成，兵毒天下，公驰羽檄，名器不假。

罪人斯得，破斧东山，乘桴远来，共策治安。

昊天步吊，不遗一老，下膏上肓，二竖何狡！

扁仓束手，大命遽倾，国将不国，民为谁民。

避债有台，登闻失鼓，泉涸鱼枯，孰濡孰呴。

某等不幸，丧此导师，茫茫长夜，巨星西驰。

旨酒盈卮，佳肴充豆，公乎有神，陟降左右。

尚飨。
1925年，非常国会不足法定人数，没办法起到监督段祺瑞执政府的作用。范熙壬转而筹建议会，并任副议长。当时，五卅惨案发生后，武汉又发生了汉案，范熙壬来不及照顾病危的母亲，和李书城等七人返回武汉，直接同英国驻汉口领事馆交涉。
1927年4月6日，李大钊被张作霖逮捕，此后范熙壬接连三天开展营救工作。4月9日，范熙壬托张作霖的参谋长向张作霖转交了一封信件。不料军警非法闯入北京的苏联驻华公使馆，搜走了全部密件，营救遂告失败。4月24日，《益世报》刊登了一则消息，称范熙壬系由李大钊介绍加入中国共产党。老朋友汪荣宝预先告诉了范熙壬相关消息，范熙壬遂逃到了山西，投冯玉祥军参加北伐，任第三军司令部参议。蒋介石掌权后，范熙壬谢绝了谭延闿的聘请，离开政界，在北平各高校任教。
1929年1月18日，南京国民政府成立总理奉安委员会，决定于同年6月1日举行孙中山奉安大典。同年5月，宋庆龄自苏联经满洲里回国，于5月18日到达北平，抚棺痛哭。此后数日，改殓、公祭、奉移典礼接连在北平举行。范熙壬作为孙中山生前友好及社会名流参加了这些典礼。5月26日，宋庆龄随灵车赴南京，范熙王没有赴南京出席奉安大典。
1937年初，范熙壬携家自北平返回武汉。抗日战争爆发后，1938年，在日军占领武汉前，范熙壬接受重庆大学的聘任，但尚未启程就突然病逝。

## 著作
- 《文心雕龙释义》
- 《敬胜阁诗文残稿》
- 《敬胜阁集》
- 《祭前大总统孙中山先生文》
- 《秀蕻園集》

## 家庭
- 胞弟：范熙申，曾任中华民国海军舰长[4]
- 从兄：范熙椿[4]
- 从弟：范熙绩，曾为陆军中将[4]
- 次女：范亚维，武汉老年大学教授[4]
- 子：  范延中[4]
- 次子：范廻中

- 三女：范三维
- 四女：范四维，羅貢華長子羅啟昌媳
- 五女：范五维
- 六女：范六维
- 八女：范八维

## 延伸阅读
- 裴高才、王凤霞，为民喉舌——范熙壬传，武汉：长江出版社，2009年
- 外孙罗明贤--《我的外公范熙壬》武汉 《楚天都市报》